# يوفون أخضر برونزي
يوفون أخضر برونزي (الاسم العلمي: Euphonia mesochrysa) (بالإنجليزية: Bronze-green Euphonia)‏ هو نوع من الطيور يتبع جنس اليوفون من فصيلة الشراشير الحقيقية.